# ミスティ・コープランド
ミスティ・ダニエル・コープランド（Misty Danielle Copeland、1982年9月10日 -）は、アメリカ合衆国のアフリカ系黒人女性バレエダンサーである。

## 人物
- ミズーリ州カンザスシティに生まれ、カリフォルニア州ロサンゼルスのサンペドロで育つ[1]。
- 母子家庭で、バレエを始める13歳まで[1]は貧しい家庭生活を送った。
- 2000年にニューヨークに渡り、名門バレエ団アメリカン・バレエ・シアターに入団、苦難を乗り越えて、2007年にソリストなる[1]。2014年3月に自伝「Life In Motion: An Unlikely Ballerina」（原題）を出版。ニュー・ライン・シネマは自伝を映画化すると発表[2]。
- 2009年にプリンスの Crimson and Clover"のPVに出演[3]。2014年、スポーツブランド「アンダーアーマー」のCMにも出演、話題となった[4]。
- 2015年にはタイム誌の「世界で最も影響力のある100人（2015年版）」の一人に選ばれ[5]、5月30日放送のテレビ朝日のバラエティ番組「池上彰のニュースそうだったのか!!」の紹介で取り上げられた[6]。6月30日には、8月1日付でアフリカ系黒人女性では初の首席ダンサーであるプリンシパルに昇格した[1]。なお男性も含めるとアメリカン・バレエ・シアターで黒人がプリンシパルになったのは、1962年のアーサー・ミッチェル（英語版）、1997年のデスモンド・リチャードソン（英語版）に次いで3人目である。

## 画像

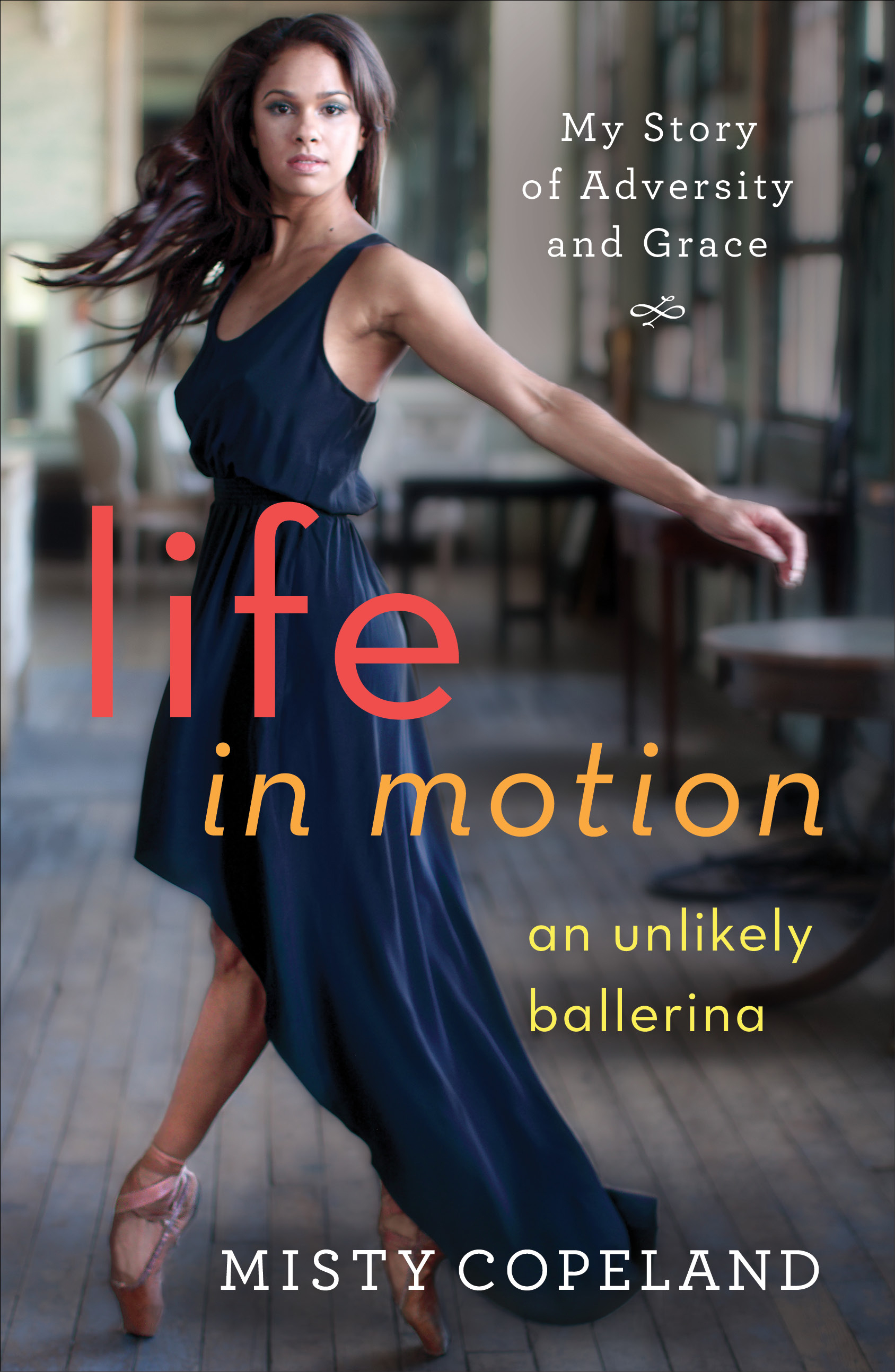
自伝の表紙
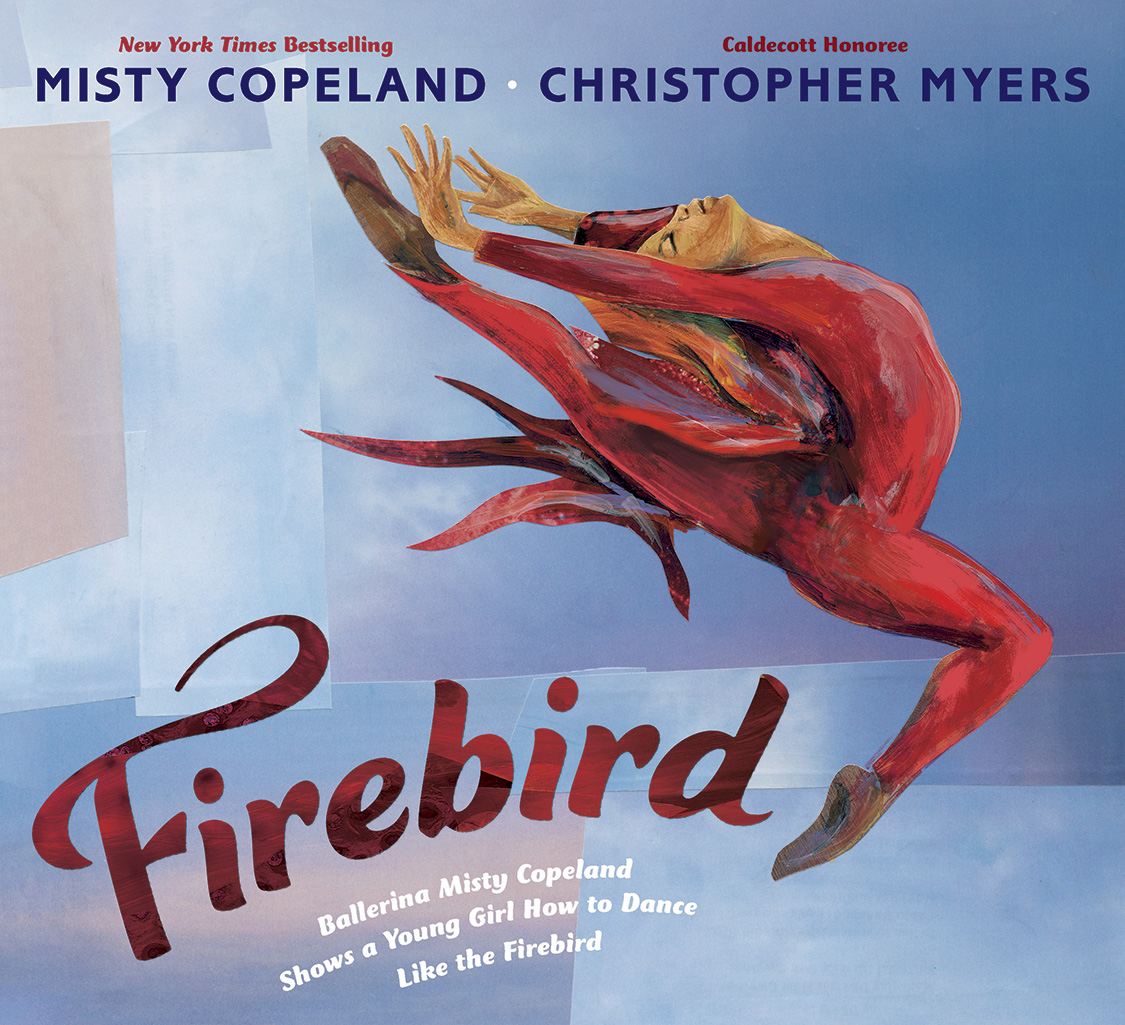
火の鳥のポスター